# Tito & Tarantula
«Tito & Tarantula» — группа, играющая в стиле латинский рок (Chicano rock). Она была основана в Голливуде, Калифорния, в 1992 г. Группа наиболее известна, как исполнитель песен «After Dark», «Back to the House That Love Built», «Strange Face of Love», и «Angry Cockroaches», а также благодаря появлению в фильме Роберта Родригеса «От заката до рассвета» (1996) в роли группы, выступающей на сцене бара «Titty Twister».

## История

### До «Тарантулы»
Тито Ларрива родился в Сьюдад-Хуаресе, Мексика, но провёл раннее детство неподалёку от города Фэрбанкс на Аляске. Его семья позднее переехала в Эль-Пасо, Техас, где Тито изучал виолончель и флейту, играя в школьном оркестре. После окончания школы он семестр проучился в Йельском университете, позднее переехав в Лос-Анджелес. Его музыкальная карьера началась в первых группах, играющих латинский панк-рок, таких как The Impalaz, Flesh Eaters, и The Plugz. Ларрива успел записать несколько альбомов с The Plugz перед тем, как группа распалась в 1984 году. После этого Тито, вместе с участниками The Plugz, Чарли Кинтана и Тони Мариско, основал группу Cruzados. Здесь стиль музыки начал приобретать более блюз-роковое звучание 80-х. Группа получила известность, и играла на разогреве у INXS и Fleetwood Mac. Они выпустили одноимённый альбом в 1985, за которым последовал альбом After Dark в 1987. Группа приняла участие в съёмках фильма «Дом у дороги» с Патриком Суэйзи в главной роли; в титрах солист группы был обозначен как Умберто Ларрива. В 1988 Cruzados распались.

### Ранние годы: «Отчаянный» и «От заката до рассвета»
Ларрива продолжил написание музыки для фильмов, а также попробовал себя в качестве актёра. С 1992 года он, вместе с гитаристом Петером Атанасофф каждую неделю устраивал джемы в различных кафе и клубах Лос-Анджелеса. В то время команда называлась просто «Tito & Friends». Тито в интервью говорил, что их старый друг Чарли Миднайт сказал, что им нужно имя и предложил «Tito & Tarantula». Группа согласилась, и название прижилось.
К 1995 году они уже официально носили имя «Tito & Tarantula», и у них был постоянный состав: Ларрива (фронтмен, ритм-гитара), Атанасофф (соло-гитара), Дженнифер Кондос (бас), Лин Бёртлз (виолончель, мандолина, блокфлейта, губная гармоника) и Ник Винсент (барабаны, перкуссия). Именно в таком составе они записали песни «Back to the House That Love Built», «Strange Face of Love», и «White Train», что позволило им принять участие в фильме Роберта Родригеса «Отчаянный», в котором Ларрива играл короткую, но очень важную роль. Все три песни вошли в саундтрек к фильму. В следующем году группа появилась в другом фильме Родригеса «От заката до рассвета» в роли группы, играющей на сцене бара «Titty Twister» (в фильме были показаны только Ларрива, Атаносфф и их будущий барабанщик Джонни «Vatos» Эрнандес). Для фильма они записали три песни: «After Dark», «Angry Cockroaches» и «Opening Boxes» (эта песня не вошла в альбом-саундтрек).
Тито познакомился с Родригесом, когда тот снимал «Отчаянный». Во время сведения фильма Тито играл уже написанную песню, которая была про вампиров. Родригес услышал её, и, сказав, что его следующий фильм будет тоже про вампиров, спросил разрешения записать то, как Ларрива играет на видео. Неделю спустя, Тито узнал, что его вместе с группой просят принять участие в фильме «От заката до рассвета», в основном для того, чтобы актриса Сальма Хайек танцевала под ту самую песню на сцене.
Тито уже снимался в нескольких фильмах, включая несколько в Германии и «Немного безобидного секса», в котором он с группой играли «Chuey & His Spatular». С группой The Plugz он играл в культовом фильме «Конфискатор».

### Tarantism
«В какой-то момент всё больше и больше людей стали приходить, чтобы нас послушать», говорит Ларрива, «После того, как мы сыграли для «Отчаянного» и «От заката до рассвета», было очевидно, что с нами случится что-то большое.» Так, в 1997 Tito & Tarantula записали долгожданный дебютный альбом «Tarantism». Альбом включил в себя четыре из шести ранее записанных песен («After Dark», «Strange Face of Love», «Angry Cockroaches» и «Back to the House That Love Built»), а также шесть новых песен. В записи этого альбома участвовали музыканты, знакомые Ларрива по Plugz и Cruzados, Чарли Кинтама и Тони Мариско. Альбом получил хорошие отзывы как от критиков, так и от фанатов, и многие с тех пор ожидают альбома, сравнимого с этим. Группа провела большую часть 1997 и 1998 в турах. В конце 1997, после издания «Tarantism», они взяли к себе перкуссиониста Джонни «Vatos» Эрнандеса, который был известен благодаря его участию в группе Oingo Boingo.

### Hungry Sally & Other Killer Lullabies
В конце 1998 года, Винсент и Бертлз, женившиеся в 1994, ожидали второго ребёнка, и решили покинуть группу. После этого Vatos стал играть на барабанах, а Петра Хаден была взята на место Бертлз. В таком составе они работали над новым альбомом, записывая новые песни, но Хаден ушла до выпуска альбома. Hungry Sally & Other Killer Lullabies был выпущен в 1999 году. Он также был неплохо принят, но проигрывал в сравнении с Tarantism. После выпуска Hungry Sally, к группе присоединилась Андреа Фигуэроа, чтобы заменить Хаден и играть на виолончели, мандолине, флейте и гитаре.

### Little Bitch
После издания Hungry Sally Кондос покинул группу по «личным причинам». Оставшаяся четвёрка музыкантов продолжила работу над следующим альбомом, Little Bitch, но Фигуэроа ушла до выпуска альбома в 2000 году. Little Bitch не очень хорошо продавался, он включал в себя несколько музыкальных экспериментов, не пришедшихся по нраву фанатам. К его созданию также приложил руку бывший участник Cruzados Стивен Уфстетер.
В это же время был снят фильм «От заката до рассвета 3: Дочь палача», заключительная часть трилогии «От заката до рассвета», в первом фильме которой снимались участники группы, также записавшие для него музыку. В третьем фильме песня «Smiling Karen» играла во время заключительных титров.

### Andalucia
После выпуска альбома группа вновь стала искать музыкантов на замену ушедшим. Сначала они наняли двоих музыкантов, участвовавших в записи Little Bitch: Маркуса Праэда (который играл на басу и гитаре в записи, но теперь он был взят в качестве клавишника) и Стивена Уфстетера (который стал вторым соло-гитаристом). К тому же они наняли басистку Ио Пэрри на замену Кондосу. В таком составе они давали концерты в 2001 и 2002 году, а затем записали альбом Andalucia, который увидел свет в 2002 году. Он продавался не так хорошо, как первые два, но получил лучшие отзывы, чем Little Bitch. С этим альбомом выступала несколько последующих лет. Они также записали видео для песни «California Girl». Однако, увидев не самое лучшее качество записи, Пэрри вырвало, Ларрива грозил уходом, а Атанасоффа никто не видел несколько дней. Ларрива снял своё видео на эту песню, потратив восемь долларов, лежащие у него в кармане.

### Середина 2000-х
После Andalucia, Tito & Tarantula несколько изменили состав. Первым ушёл Джонни «Vatos» Эрнандес. Его место занял Аким Фарбер, который также покинул впоследствии группу. Очень заметным был уход Петера Атанасоффа. От группы поступило мало информации, но в блоге на myspace они написали: «…Если вы когда-нибудь окажетесь в Швейцарии, можете доехать до клуба Moonwalker и предать Петеру привет…» Ио Пэрри ушла из группы, чтобы заняться сольной работой, но сохранил связи с Ларривой: тот выступал в роли продюсера на первом альбоме Пэрри. Вместе с Атанасоффым, Пэрри и Эрнандесом, из группы ушёл мультиинструменталист Маркус Праэд. После его ухода, в составе группы остались только двое человек, Ларрива и Стивен Уфстетер. Доминика Давалос (игравшая на басу в Little Bitch) заняла место басиста, а Рафаэль Гайол сел за барабаны. И именно такая «великолепная четвёрка» дала многие концерты в Европе. Где-то в середине 2007 Давалос покинула группу, и его место заняла Каролина «Lucy» Риппи. С ней группа продолжила турне по Европе.
В декабре 2007 года песня «Angry Cockroaches (Cucarachas Enojadas)» играла во время превью к фильму Фред Клаус

### Back into Darkness
В конце 2006 года группа обещала на своём блоге на myspace выпустить новый альбом в начале 2007. Однако, только в начале 2008 года, группа объявила о готовящемся выходе своего следующего альбома, названного Back into the Darkness. Он увидел свет 18 апреля 2008 года.

## Известность
Tito & Tarantula широко известны. Они особенно популярны в Европе, так как именно на этом континенте проходила большая часть их туров. На их концерты приходят десятки тысяч человек. Особенное рвение проявляют фанаты из Германии (или «Deutschlandia», как называют её участники группы).

## Стиль
Многие критики и фанаты отмечают уникальный музыкальный стиль Tito & Tarantula. Вокал Тито, чистый и мягкий, но очень просто усиляющийся, стал буквально визитной карточкой группы, как и стиль игры на гитаре Атанасоффа, который «стремится к звуку, а не умению». На каждом альбоме этой группы есть какие-то свои, уникальные элементы. В Tarantism Атанасофф переходит на более тяжёлое гитарное звучание на записях «Strange Face of Love», «Angry Cockroaches», и «Smiling Karen», что оттеняется блюзовой работой ударника Ника Винсента, и игрой Лин Бертлз на виолончели, мандолине и блок-флейте. Также на этом альбоме все песни начинались с немного мистического звучания, а к концу уже звучали очень интенсивно.
На Hungry Sally & Other Killer Lullabies группа продолжила играть песни в таком же ключе, песни, которые становились быстрее к концу. В частности такие «Hungry Sally» и «Bleeding Roses». Однако в этот раз Атанасоф решил попробовать более лёгкий гитарный звук, а на ударных играл Джонни «Vatos» Эрнандес, извлекая немного другой, более интенсивный звук. В создании альбома также применялись инструменты, не обычные для рока.
Little Bitch считается самым экспериментальным альбомом Tito & Tarantula. На нём очень много звучат синтезаторы, были привлечены несколько бэк-вокалисток, и появились целиком акустические песни. Ларрива также экспериментировал с вокалом, это проявилось в фальцете в песне «Forever Forgotten and Unforgiven» и крике в «Crack in the World». И, к большому удивлению, в песне «Super Vita Jane» в конце звучит рэп, впервые появившийся в творчестве группы. Песни, наподобие «Everybody Needs», очень подходили по стилю к 80-м, хотя и были выпущены десятилетие спустя.
В Andalucia группа вернулась к тому, что они играли на Hungry Sally & Other Killer Lullabies. Лишь в немногих песнях играли клавиши, до Little Bitch редко применявшиеся в их творчестве. На этом альбоме также звучит бэк-вокал, но автором его являлась только Ио Пэрри.

## Дискография
| Название                              | Год  |
| ------------------------------------- | ---- |
| Tarantism                             | 1997 |
| Hungry Sally & Other Killer Lullabies | 1999 |
| Little Bitch                          | 2000 |
| Andalucia                             | 2002 |
| Back into the Darkness                | 2008 |
| Lost Tarantism                        | 2015 |
| 8 Arms to Hold You                    | 2019 |

## Клипы
- «Back to the House that Love Built» — Tarantism (1995)
- «After Dark» — Tarantism (1996)
- «Slow Dream» — Hungry Sally & Other Killer Lullabies (1999)
- «Forever Forgotten & Unforgiven» — Little Bitch (2000)
- «California Girl» — Andalucia (2002)
- «Texas Roadhouse Live presents Tito and Tarantula live at the Continental Club» (2009)

## Участники группы

### Современный состав
- Тито Ларрива — вокал, ритм-гитара (1992 — настоящее время).
- Джефф Херринг — соло-гитара, бэк-вокал (2011 — настоящее время).
- Лолита Кэрролл — бас-гитара, бэк-вокал (2013 — настоящее время).
- Виктор Зиолковски — барабаны (2011 — настоящее время).

## Факты
- Группа писала музыку и для других фильмов: «Тот, кто влюблен», «Повелитель рыб» и «Немного безобидного секса».
- В 1997 году песню «White Train» купила организация «Чемпионат мира по рестлингу» и проигрывала её во время представления президента и ведущего чемпионата Эрика Бишоффа. В настоящее время он использует ремикс на эту песню в Total Nonstop Action Wrestling.
- Ларрива и Уфстетер совместно записали три версии песни «La Flor De Mal»: одну как Cruzados, одну как Tito & Tarantula, и одну специально для фильма «Однажды в Мексике».
- Ларрива участвовал в написании текста к каждой песне Tito & Tarantula.
- В турах Tito & Tarantula Роберт Родригес участвовал в роли третьего гитариста.
- Самая известная песня группы, «After Dark» — также наиболее старая. Ларрива упоминал, что он, совместно с Уфстетером, написал её ещё в 1981 году.